# Chris White
Chris White (Bristol, 13 de julio de 1955) es un saxofonista británico de jazz y de rock que estuvo de gira con Dire Straits desde 1985 hasta 1995, y que ha tocado con muchas bandas y artistas, como Robbie Williams, Paul McCartney, Chris De Burgh y Mick Jagger.

## Biografía
White tomó el saxofón a la edad de 13 años, mientras que aun era alumno de la escuela secundaria de Lawrence Weston. Empezó dando conciertos un par de años más tarde, y no tardó en tocar en la Joven Orquesta Nacional de Jazz y de gira con otros músicos (como France Gall). Se unió a Dire Straits en 1985 para sus dos giras mundiales, y tocó en el concierto Live Aid y Concierto del 70 cumpleaños de Nelson Mandela en 1988. En 2002 se unió a la banda otra vez junto a Mark Knopfler, Guy Fletcher, John Illsley y Danny Cummings en los cuatro conciertos de reunión en Londres pequeña y la Abadía de Beaulieu.
En mayo de 1990 se unió a The Notting Hillbillies y un año después, lanzó su primer álbum en solitario, Shadowdance. Un accidente de motocicleta en 1993 le impidió viajar con Pink Floyd.
En el 1994 tocó en el álbum de David Knopfler titulado Small Mercies. En 2007, White tocó con Tom Jones y Bryan Ferry en el Concierto por Diana en Wembley Stadium.